# Philippe Henri, Comte de Grimoard
Philippe Henri, Comte de Grimoard, francoski general in vojaški teoretik, * 1753, † 1815.
1. ↑  data.bnf.fr: platforma za odprte podatke — 2011.
2. ↑  data.bnf.fr: platforma za odprte podatke — 2011.
3. ↑  CERL Thesaurus — Consortium of European Research Libraries.